# میثم ظهوریان
میثم ظهوریان ابوترابی (زاده ۱۳۵۹ در مشهد)، با کسب ۲۷۹ هزار و ۶۲۲ رای به عنوان نماینده مردم مشهد و کلات انتخاب شد و به دوره دوازدهم مجلس شورای اسلامی راه یافت.

## عملکرد و دیدگاه‌ها
ظهوریان در مصاحبه‌های متعدد، ازجمله در مصاحبه با برنامه میز اقتصاد شبکه خبر ایران در فروردین ۱۴۰۲ بیان کرده است که اگرچه قبول دارد که نظام تخصیص تسهیلات بانکی و تخصیص ارز نیز در ایران ارتباطی است و با سیاست کنترل ترازنامه و سایر سیاست‌های بانکی و ارزی تسهیلات بانکی و ارز بر اساس رابطه داده می‌شوند، بیان می‌کند که در شرایط تحریم نمی‌شود این کنترل‌ها را برداشت و باید سیستم را اصلاح کنیم. لذا در موضوع تسهیلات ارتباطی در سیستم بانکی درنتیجه سیاست کنترل مقداری ترازنامه، راه حل چیزی به اسم برنامه هدایت اعتبار بهتر که بانک مرکزی اجرا کند می‌داند.
او در سال ۱۴۰۳ در زمان تلاش دولت برای ایجاد بازار ارز توافقی، امیدوار بود این بازار به یک بازار ارز فراگیر تبدیل شده و به انتظارات جهت دهد و بیان می‌کند و شکل‌گیری بازار توافقی نکته مثبتی می‌دانست.